# 筑西都市圏
筑西都市圏（ちくせいとしけん）は、茨城県筑西市を中心とする都市圏である。

## 定義
一般的な都市圏の定義については都市圏を参照。

### 「10% 都市圏」（通勤圏）
- 筑西市を中心市とする都市雇用圏（10% 通勤圏）の人口は15万4200人（2010年国勢調査基準）。
- 中心 DID（人口集中地区）人口は1万2614人（2010年）。

都市雇用圏（10% 通勤圏）の変遷
| 自治体 ('80) | 1980年                 | 1990年                 | 1995年                 | 2000年                | 2005年                 | 2010年                 | 自治体 ('06) |
| ------------ | ---------------------- | ---------------------- | ---------------------- | --------------------- | ---------------------- | ---------------------- | ------------ |
| 岩瀬町       | -                      | -                      | -                      | -                     | 筑西 都市圏 16万0981人 | 筑西 都市圏 15万4200人 | 桜川市       |
| 大和村       | -                      | -                      | -                      | -                     | 筑西 都市圏 16万0981人 | 筑西 都市圏 15万4200人 | 桜川市       |
| 真壁町       | -                      | -                      | -                      | -                     | 筑西 都市圏 16万0981人 | 筑西 都市圏 15万4200人 | 桜川市       |
| 協和町       | 下館 都市圏 11万0843人 | 下館 都市圏 11万7699人 | 下館 都市圏 11万8078人 | 下館 都市圏 9万8261人 | 筑西 都市圏 16万0981人 | 筑西 都市圏 15万4200人 | 筑西市       |
| 下館市       | 下館 都市圏 11万0843人 | 下館 都市圏 11万7699人 | 下館 都市圏 11万8078人 | 下館 都市圏 9万8261人 | 筑西 都市圏 16万0981人 | 筑西 都市圏 15万4200人 | 筑西市       |
| 関城町       | 下館 都市圏 11万0843人 | 下館 都市圏 11万7699人 | 下館 都市圏 11万8078人 | 下館 都市圏 9万8261人 | 筑西 都市圏 16万0981人 | 筑西 都市圏 15万4200人 | 筑西市       |
| 明野町       | 下館 都市圏 11万0843人 | 下館 都市圏 11万7699人 | 下館 都市圏 11万8078人 | つくば 都市圏         | 筑西 都市圏 16万0981人 | 筑西 都市圏 15万4200人 | 筑西市       |

- 2005年3月28日：下館市、真壁郡関城町、明野町、協和町が合併し筑西市となる。
- 2005年10月1日：西茨城郡岩瀬町、真壁郡真壁町、大和村が合併し桜川市となる。